# Vladímir Minashkin
Vladímir Minashkin –en ruso, Владимир Минашкин– (1928-2000) fue un deportista soviético que compitió en natación. Ganó una medalla de oro en el Campeonato Europeo de Natación de 1958, en la prueba de 4 × 100 m estilos.

## Palmarés internacional
| Campeonato Europeo | Campeonato Europeo | Campeonato Europeo | Campeonato Europeo |
| Año                | Lugar              | Medalla            | Prueba             |
| ------------------ | ------------------ | ------------------ | ------------------ |
| 1958               | Budapest (Hungría) | Medalla de oro     | 4 × 100 m estilos  |